# Paul Biya
Paul Biya (* 13. února 1933 Mvomeka'a, Kamerun) je kamerunský politik a státník, v letech 1975–1982 premiér, od roku 1982 prezident Kamerunu. Od roku 2025 je druhým nejdéle vládnoucím prezidentem v Africe (po Teodorovi Obiangovi Nguemovi Mbasogovi v Rovníkové Guineji), druhým nejdéle po sobě sloužícím současným nekrálovským státním představitelem na světě a nejstarší hlavou státu.
Biya pochází z jižního Kamerunu, během 60. let se vypracoval na úřednickou pozici pod vedením prezidenta Ahmadoua Ahidja, v letech 1968–1975 byl generálním tajemníkem prezidentské kanceláře a poté předsedou vlády. Po Ahidjově nečekané rezignaci v roce 1982 nastoupil na prezidentský post a v letech 1983–1984 svou moc upevnil zinscenovaným pokusem o převrat, při němž zlikvidoval všechny své politické oponenty.
V 80. letech Biya zavedl politické reformy v rámci systému jedné strany, později na počátku 90. let pod lakem akceptoval zavedení politiky více stran. Ve sporných prezidentských volbách v roce 1992 zvítězil se ziskem 40 % hlasů, s velkým náskokem byl znovu zvolen také v letech 1997, 2004, 2011 a 2018. Opoziční politici a západní vlády při každých volbách tvrdili, že dochází k nesrovnalostem při hlasování a podvodům, řada zdrojů navíc poskytla důkazy, že Biya nevyhrál již ve volbách v roce 1992.

## Mládí a vzdělání
Narodil se ve vesnici Mvomeka'a v regionu Sud/South na jihu Kamerunu. Po vystudování Lycée General Leclerc v Yaoundé studoval ve Francii na Sorbonně a Sciences Po, kde v roce 1961 získal vysokoškolský diplom v oboru veřejného práva.

## Politická kariéra
V roce 1975 se stal premiérem Kamerunu. Dne 6. listopadu 1982 se stal po odstupivším Ahmadou Ahidjo prezidentem. Od neúspěšného pokusu o státní převrat předchozího prezidenta v roce 1984 vládne autoritářsky. V roce 1991 po masivních protestech však musel ustoupit a vypsal svobodné volby. V následujícím roce ho ve volbách porazil John Fru Ndi. Biya se však díky různým politickým intrikám udržel u moci. Další volby v roce 1997 byla většinou politických stran bojkotována. V roce 2004 se nechal novým hlasováním zvolit v prezidentském úřadě na dalších sedm let. V prezidentských volbách v říjnu 2011 si zajistil po šesté úřad prezidenta. Při volbách získal 77,9 % odevzdaných hlasů. Jeho nejbližší soupeř John Fru Ndi si zajistil pouze 10 % odevzdaných hlasů. Po zvolení ve svém projevu slíbil růst ekonomiky a vytváření nových pracovních míst s programem veřejných prací, které "transformují naši zemi do obrovského staveniště". Dne 3. listopadu 2011 složil přísahu prezidenta na další funkční období. Mandát obhájil i po dalších sedmi letech ve volbách konaných 7. října 2018.
V říjnu 2024 začala média spekulovat o jeho zdravotním stavu poté, co se asi šest týdnů neobjevil na veřejnosti.

## Vyznamenání
- velkokříž s rytířem Řádu Pia IX. – Vatikán, 30. října 1986
- velkokříž s řetězem Řádu zásluh o Italskou republiku – Itálie, 11. března 2016[7]
- velkokříž Řádu čestné legie – Francie
- velkokříž speciální třídy Záslužného řádu Spolkové republiky Německo – Německo
- velkokomtur Řádu federativní republiky – Nigérie
- velkokříž Řádu za zásluhy – Senegal
- čestný rytíř velkokříže Řádu svatého Michala a svatého Jiří – Spojené království[8]